# 인크레더블 스트링 밴드
인크레더블 스트링 밴드(영어: The Incredible String Band, ISB)는 영국의 사이키델릭 포크 그룹으로, 1966년 스코틀랜드의 에든버러에서 클라이브 팔머, 로빈 윌리엄슨과 마이크 헤론이 결성하였다. 《The 5000 Spirits or the Layers of the Onion, The Hangman's Beautiful Daughter》, 《Wee Tam and the Big Huge》와 같은 음반을 발매하고, 우드스톡 페스티벌에서 공연하는 등 영국의 반문화를 이끌었다. 사이키델릭 포크의 창시자로 평가받고 있으며, 다양한 전통 음악의 형태와 악기를 음악에 사용하며 월드 뮤직의 선구자로 불리기도 한다.
팔머가 밴드를 나간 이후, 윌리엄슨과 헤론은 다른 음악가를 추가로 섭외하며 듀오로 공연을 하였다. 시간이 지나 1974년에 해체하였다가, 1999년에 다시 재결성하였지만, 2006년에 다시 해체됐다.

## 구성원

### 멤버
| - 마이크 헤론 (1965-1974, 1999-2006) - 로빈 윌리엄슨 (1965-1974, 1999-2003) - 클라이브 팔머 (1965-1966, 1999-2006; died 2014) - 리코리스 맥케크니 - 로즈 심슨 (1968-1971) - 말콤 르 마이스터(1971-1974) - 스탠 슈니에 (1972-1974) | - 잭 인그램 (1972-1974) - 제러드 돗 (1972-1973) - 그러햄 포브스 (1973-1974) - 존 글리스턴 (1974) - 로슨 댄도 (1999-2006) - 비나 윌리엄슨 (1999-2003) - 클레어 "플러프" 스미스 (2003-2006) |

## 디스코그래피

### 음반

#### 정규 음반
| 발매일      | 음반                                        | 차트 순위      | 차트 순위                        | 레이블   |
| 발매일      | 음반                                        | 영국 음반 차트 | 빌보드 200                       | 레이블   |
| ----------- | ------------------------------------------- | -------------- | -------------------------------- | -------- |
| 1966년 6월  | The Incredible String Band                  | 34 (1968년)    | -                                | 엘렉트라 |
| 1967년 7월  | The 5000 Spirits or the Layers of the Onion | 25             | -                                | 엘렉트라 |
| 1968년 3월  | The Hangman's Beautiful Daughter            | 5              | 161                              | 엘렉트라 |
| 1968년 11월 | Wee Tam and the Big Huge                    | -              | 174 (Wee Tam) 180 (The Big Huge) | 엘렉트라 |
| 1969년 11월 | Changing Horses                             | 30             | 166                              | 엘렉트라 |
| 1970년 4월  | I Looked Up                                 | 30             | 196                              | 엘렉트라 |
| 1970년 10월 | U                                           | 34             | 183                              | 엘렉트라 |
| 1971년 3월  | Be Glad for the Song Has No Ending          | -              | -                                | 아일랜드 |
| 1971년 10월 | Liquid Acrobat as Regards the Air           | 46             | 189                              | 아일랜드 |
| 1972년 10월 | Earthspan                                   | -              | -                                | 아일랜드 |
| 1973년 2월  | No Ruinous Feud                             | -              | -                                | 아일랜드 |
| 1974년 3월  | Hard Rope & Silken Twine                    | -              | -                                | 아일랜드 |

#### 라이브 음반
- BBC Radio 1 Live on Air
- BBC Radio 1 Live in Concert
- First Girl I Loved: Live in Canada 1972
- Nebulous Nearnesses
- Across The Airwaves: BBC Radio Recordings 1969-74
- Tricks of the Senses - Rare and Unreleased Recordings 1966 - 1972

#### 컴필레이션 음반
- The Chelsea Sessions 1967
- Relics of The Incredible String Band
- Seasons They Change

### 싱글 (영국)
- "Way Back in the 1960s" / "Chinese White" (Elektra EKSN 45013, 프로모션 발매,[3] 1967년)
- "Painting Box" / "No Sleep Blues" (Elektra EKSN 45028, 1968년 3월)
- "Big Ted" / "All Writ Down" (Elektra EKSN 45074, 1969년 10월)
- "This Moment" / "Black Jack Davy" (Elektra 2101 003, 1970년 4월)
- "Black Jack David" / "Moon Hang Low" (Island WIP 6145, 1972년 11월)
- "At The Lighthouse Dance" / "Jigs" (Island WIP 6158, 1973년 2월)[4]